# Södermanlands runinskrifter 10
Södermanlands runinskrifter 10 är en runsten som står vid Frustuna kyrka i Frustuna socken och Gnesta kommun i Södermanland. Den låg tidigare i kyrkan vid sakristians dörr. I samband med en restauration 1897 plockades runstenen fram och ställdes på kyrkogården. Stenen är av röd granit och 1,9 meter hög samt 0,35-0,75 meter bred.

## Stenen
Stenen som har en ovanlig och lutande form är skapad i 1000-talets början. Fram till 1885 låg den i golvet framför sakristians dörr, men flyttades samma år och restes vid  kyrkogårdens grind. Ornamentiken visar en glosögd runorm sedd uppifrån och som ringlar utmed stenens ytterkant. Ormen som har kluven tunga är i basen kopplad med ett hjärtformat koppel. Ett kors i stenens mitt och budskapets kristna bön avslöjar att ristningens personer anammat den kristna tron.

## Inskriften
Translitterering av runraden:
inkimar · auk · inkimuntr · auk · suiunkʀ · þaiʀ · litu · raisa · stain · at · iarl · faþur : sin : kuþan : kuþ : halbi · ant hans ·
Normalisering till runsvenska:
Ingimarr ok Ingimundr ok Svæinungʀ þæiʀ letu ræisa stæin at Iarl, faður sinn goðan. Guð hialpi and hans.
Översättning till nusvenska:
Ingemar och Ingemund och Svenung, de läto resa stenen efter Jarl, sin gode fader. Gud hjälpe hans ande.